# Ielena Taïrova
Ielena ou Alena Taïrova est une joueuse d'échecs biélorusse puis russe née le 28 août 1991 à Minsk et morte le 16 mars 2010 à dix-huit ans. Grand maître international féminin à quatorze ans en 2006 et maître international (titre mixte) en 2007, elle a terminé deuxième du championnat de Russie d'échecs en 2006 et 2007.
Elle a remporté les titres de :
- championne d'Europe des moins de dix ans en 2001 ;
- championne du monde des moins de 14 ans en 2005 ;
- championne de Russie junior (moins de vingt ans) en 2006.

Ielena Taïrova a représenté la Russie lors du premier championnat du monde d'échecs par équipe féminin en 2007, remportant la médaille d'argent par équipe et la médaille d'argent individuelle à l'échiquier de réserve.
Elle fut absente des tournois en 2008, avant de revenir à la compétition en 2009 mais fut incapable de participer à la super-finale du championnat de Russie en décembre 2009. Elle est morte en mars 2010 à dix-huit ans.